# Pleurothallis subreniformis
Pleurothallis subreniformis är en orkidéart som beskrevs av Rudolf Schlechter. Pleurothallis subreniformis ingår i släktet Pleurothallis och familjen orkidéer. Inga underarter finns listade i Catalogue of Life.